# Nicollet
Nicollet és una població dels Estats Units a l'estat de Minnesota. Segons el cens del 2000 tenia 889 habitants. Deu el seu nom al cartògraf francès Jean N Nicollet (1786-1843), qui va cartografiar per primera vegada les valls altes dels rius Mississipi i Missouri.

## Demografia
Segons el cens del 2000, Nicollet tenia 889 habitants, 344 habitatges, i 241 famílies. La densitat de població era de 390,1 habitants per km².
Dels 344 habitatges en un 36,3% hi vivien nens de menys de 18 anys, en un 58,1% hi vivien parelles casades, en un 7,3% dones solteres, i en un 29,9% no eren unitats familiars. En el 25,3% dels habitatges hi vivien persones soles el 10,2% de les quals corresponia a persones de 65 anys o més que vivien soles. El nombre mitjà de persones vivint en cada habitatge era de 2,58 i el nombre mitjà de persones que vivien en cada família era de 3,12.
Per edats la població es repartia de la següent manera: un 28,1% tenia menys de 18 anys, un 8,3% entre 18 i 24, un 31,4% entre 25 i 44, un 21% de 45 a 60 i un 11,1% 65 anys o més.
L'edat mediana era de 34 anys. Per cada 100 dones de 18 o més anys hi havia 102,9 homes.
La renda mediana per habitatge era de 42.500 $ i la renda mediana per família de 51.563 $. Els homes tenien una renda mediana de 34.722 $ mentre que les dones 22.500 $. La renda per capita de la població era de 19.237 $. Entorn de l'1,3% de les famílies i el 3,7% de la població estaven per davall del llindar de pobresa.

## Poblacions més properes
El següent diagrama mostra les poblacions més properes.